# Het dankbare alvermanneke
Het dankbare alvermanneke is een van de titels die aan een volksverhaal dat onder meer in Nederland en Vlaanderen circuleert, wordt gekoppeld.

## Het verhaal
In een dorp op de Kempense heide woonde ooit een smid met zijn gezin, ze zijn erg arm. Op een dag bezoekt de smid een familielid in Limburg, het familielid ligt op het sterfbed. Op de terugweg komt hij voorbij een berg aan de rand van een bos. Hij hoort stemmen en ziet alvermannekes dansen in het maanlicht. Ze zwaaien hun puntige mutsen en werpen ze omhoog, waarna ze de mutsen op hun tenen weer opvangen. De mannetjes gaan in een hol in de berg, maar één blijft achter. De smid ziet dat zijn mutsje in een spleet vastzit, maar de armpjes van het alvermanneke zijn te kort. De smid pakt de muts en het mannetje is erg blij, omdat hij zonder muts zeven jaren niet mee had mogen dansen. Het mannetje wil de smid belonen met diamanten, maar de smid hoeft dit niet.
De smid vertelt thuis wat er is gebeurd en legt het werk voor de volgende dag klaar. De volgende ochtend is het werk echter al gedaan en dit gebeurt elke nacht opnieuw. De smid en zijn vrouw houden op een nacht de wacht en zien het alvermanneke om twaalf uur de smederij binnenkomen. Het alvermanneke werkt de hele nacht door en doet in enkele uren meer dan de smid en zijn knecht in een hele dag kunnen klaarspelen. Er is geen enkel geluid te horen. Dit gaat maanden door en de leerjongen wordt weggestuurd. De smid houdt nu zelfs wat geld over en leeft nu een goed leventje met zijn gezin.
De alvermannekes zijn zeldzaam geworden doordat het bos en de heide ontgonnen worden. Af en toe geeft de smid een kleine attentie om de alvermannekes te vriend te houden. Een schoteltje melk of een glaasje bier wordt elke nacht opgedronken. Ook boterhammetjes met spek verdwijnen compleet. De trouwe huisgeest brengt voorspoed en geluk. Af en toe kijkt de smid met zijn vrouw hoe het werk wordt gedaan en ze zien dat de kleren van het mannetje wat vaal beginnen te worden. Ze besluiten nieuwe kleren te kopen voor het mannetje.
De vrouw gaat naar Maastricht voor het beste laken. Ook koopt ze witte kousjes, een hoedje en blinkende gespen. Ze legt alles klaar en het echtpaar ziet 's nachts hoe het mannetje de kleertjes vindt. Hij trekt ze aan en bekijkt zichzelf, hij lacht onophoudelijk en loopt naar de deur. Het werk wordt niet gedaan en het alvermanneke komt nooit meer terug. De smid moet het werk zelf weer doen, maar dankzij het alvermanneke heeft hij een appeltje voor de dorst en het gezin hoeft nooit meer gebrek te lijden.

## Achtergrond
- Een alvermanneke is een kabouter, aardmannetje of elf (zie ook Tomte).
- Er zijn in de Kempen veel verhalen over kabouters, zie bijvoorbeeld Kabouterkoning Kyrië en Hoe de kaboutermannekens uit de Kempen verdwenen zijn. Ook het Hageland heeft nog zulke verhalen kunnen noteren en bewaren. De alvermannekes staan er in een goed daglicht, maar deden hun werk 's nachts.
- Het verhaal heeft veel overeenkomsten met De kabouters (KHM39) van de gebroeders Grimm, de Engelse benaming van dit sprookje spreekt ook over elfen. In dit sprookje wordt een schoenmaker geholpen, ook hier trekken de kabouters weg als ze nieuwe kleding krijgen.
- Het kleine, grijze of oude mannetje treedt vaak op als helper van de mens, maar kan ook boosaardig zijn. Denk ook aan een kabouter, dwerg, gnoom, trol of onderaardse geest. Zie hiervoor ook De drie mannetjes in het bos (KHM13), Het zingende botje (KHM28), Repelsteeltje (KHM55), De bijenkoningin (KHM62), De gouden gans (KHM64), Het aardmanneke (KHM91), Het water des levens (KHM97), De geest in de fles (KHM99), De jood in de doornstruik (KHM110), Vogel Grijp (KHM165), Sterke Hans (KHM166) en De geschenken van het kleine volkje (KHM182).
- In Sneeuwwitje en Rozerood (KHM161) komt een dwerg voor, hij is erg beledigd als zijn kleding en/of baard beschadigd wordt en woont ook in een hol onder de rotsen.
- Het komt in verhalen vaker voor dat de kleine wezentjes wegtrekken nadat ze (nieuwe) kleding hebben gekregen. Soms wordt verteld dat de wezentjes beledigd zijn, in andere verhalen zijn de wezentjes juist erg blij. Ook in moderne verhalen komt dit voor, zoals bij de Huis-elfen in de verhalen van Harry Potter.
- Twaalf uur 's nachts is het spookuur, zie ook spook.
- Deze versie speelt zich af in Belgisch Limburg, er zijn ook versies uit Brabant en Limburg.
- De dansende feeën in het Turkse Het is woensdag, woehoensdag worden vergeleken met draaiende derwisjen (zie ook Mevlevi), dit verhaal heeft veel overeenkomsten met De aardmannetjes uit Friesland.